# Donnie Brasco
Ne doit pas être confondu avec Donnie Darko.
Pour plus de détails, voir Fiche technique et Distribution.
Donnie Brasco est un film américain réalisé par Mike Newell et sorti en 1997.
Le film s'appuie sur l'histoire vraie de Joseph D. Pistone, un agent du FBI ayant infiltré la famille Bonanno, l'une des cinq familles de la mafia de New York, à la fin des années 1970. Le scénario est notamment basé sur le livre Donnie Brasco: My Undercover Life in the Mafia (en) écrit par Pistone et Richard Woodley.
Donnie Brasco reçoit des critiques globalement positives dans la presse et obtient un succès commercial au box-office. Lors des Oscars 1998, Paul Attanasio obtient une nomination pour l'Oscar du meilleur scénario adapté.

## Synopsis
En 1978, l'agent spécial du FBI Joseph D. Pistone est désigné pour infiltrer une des cinq familles de la mafia américaine à New York, la famille Bonanno. Pour sa couverture, il se fait appeler « Donnie Brasco » et devient receleur expert en diamants venant de Vero Beach en Floride. Il se rapproche d'un modeste soldat de l'organisation, Benjamin Ruggiero dit « Lefty » et de son capitaine Dominick « Sonny Black » Napolitano. Lefty n'arrive pas à gagner d'argent, son fils est un drogué, et il est constamment déçu de ne pas être retenu pour une promotion à un poste plus élevé au sein de la famille. Il fait part à Brasco de sa désillusion d'avoir passé trente ans dans la mafia, d'avoir tué pas moins de 26 personnes et de n'être qu'un gangster aux ordres.
En Donnie, Lefty voit un jeune protégé, qui pourrait être en mesure de réussir là où lui a échoué. Il le prend sous son aile, et en se portant garant pour lui, Donnie est rapidement accepté par les autres membres de la famille et devient un « associé ». La suite logique de son ascension est qu'il devienne un « affranchi ». Au fil du temps, Donnie, qui transmet ses enregistrements à sa hiérarchie, parvient à se faire une place dans l'organisation. Mais bientôt il n'arrive plus à faire la part des choses, mêlant travail et vie privée et ne donnant plus de nouvelles au FBI. Pistone est conscient que la moindre erreur dans son travail pourrait entraîner sa mort ou celle de sa famille. De plus, il en arrive à considérer Lefty comme un ami proche et digne de confiance. Il sait que le jour où le FBI arrêtera l'opération, il en sera fini de Lefty.
Après l'assassinat du parrain de la famille, « Sonny Black » Napolitano se voit confier un secteur à développer tandis que son concurrent au sein de la famille, « Sonny Red » Indelicato, se voit confier un autre secteur. De son côté, Donnie branche Sonny Black sur un bar en Floride. Il semble s'en désintéresser. Mais Donnie et Lefty descendent en Floride et rencontrent « Richie » Gazzo, propriétaire du bar le King's Court. Gazzo est, en fait, un agent du FBI sous couverture travaillant avec Donnie. Ce dernier organise une réunion au sommet avec le parrain de la Floride, Santo Trafficante Junior, sur un bateau prêté par le FBI. Lefty voit dans cette occasion de devenir un caporegime sur ce secteur. Mais, le jour de la réunion, Trafficante demande à parler à Sonny Black qui s'est invité à la réunion sur le bateau. Lefty voit son projet de devenir caporegime s’effondrer et en veut à Donnie. Trafficante, Sonny Black et Donnie discutent. À l'issue de la réunion, il est décidé que Sonny Black et son équipe peuvent s'installer en Floride au King's Court. Ce dernier lieu devient une salle de jeu clandestine à la mode. Mais la police fait une descente et ferme l'établissement. Donnie réussit à cacher 300 000 $ dans un coffre de voiture.
Alors qu'ils sont en garde à vue, Lefty suggère à Sonny Black qu'ils ont été « balancés ». Ce dernier demande alors à Lefty de trouver la « taupe » et de l'éliminer. De retour à New York, les tensions s'accroissent au sein de la famille, entre les équipes de Sonny Red et de Sonny Black. Sonny Red projette d'éliminer Sonny Black. Mais, le jour où doit se passer l'assassinat, Sonny Black, prévenu du projet, décide de piéger Sonny Red à l'endroit où a lieu le rendez-vous. Donnie fait partie du voyage avec Lefty, Sonny Black, Nicky Santora et Paulie « Booby » Cersani. Arrivé sur place, Booby demande à Donnie d'attendre dans la voiture. Ils s'installent dans la cave et attendent Sonny Red et son équipe, qu'ils éliminent. Booby revient chercher Donnie. Arrivé dans la cave, Donnie constate le carnage. Sonny lui donne une scie à métaux et lui demande de les aider à débiter les corps. Au moment où toute l'équipe va se mettre à l'ouvrage, Lefty abat Nicky Santora de trois balles dans la nuque, croyant avoir affaire à la « balance » de Floride.
Après la tuerie, le fils de Sonny Red, « Bruno », veut se venger de Sonny Black. Lefty et Donnie sont chargés de son élimination. Parallèlement à cela, Donnie n'envoie plus de rapports depuis plusieurs semaines à ses supérieurs. Ces derniers craignent qu'il ne soit passé de l'autre côté. Mais, prévenus du projet d'assassinat de « Bruno » Indelicato, ils arrêtent Donnie et Lefty au moment où ils allaient passer à l'acte.
Le FBI clôt l'opération « Donnie Brasco » qui est un succès et qui mène à l'arrestation et à la condamnation de dizaines de membres de la mafia. À la fin du film, Lefty est « convoqué », il dit au revoir à sa compagne, Annette, et range ses bagues et autres objets de valeur dans un tiroir, qu'il laisse ouvert à son intention, pensant qu'il va être exécuté pour avoir introduit une « taupe » au sein de la famille.
Joseph Pistone doit désormais se cacher sous un faux nom et vivre avec un « contrat » de 500 000 $ sur sa tête.
Grâce à lui, plus de 200 inculpations et 100 condamnations ont été réalisées.

## Fiche technique
- Titre original et français : Donnie Brasco
- Réalisation : Mike Newell
- Scénario : Paul Attanasio d'après le livre Donnie Brasco: My Undercover Life in the Mafia de Joseph D. Pistone , alias Donnie Brasco, et Richard Woodley
- Musique : Patrick Doyle, Gary Schreiner et Curt Sobel (en)
- Photographie : Peter Sova (en)
- Montage : Jon Gregory (en)
- Production : Louis DiGiaimo (en), Mark Johnson, Barry Levinson et Gail Mutrux (en)
- Sociétés de production : Mandalay Pictures, Baltimore Pictures et Mark Johnson Productions
- Sociétés de distribution : TriStar (États-Unis), BAC Films (France)
- Pays de production :  États-Unis
- Langue originale : anglais
- Format : Couleurs (Technicolor) - 2,35:1 - Dolby / SDDS - 35 mm
- Genre : drame biographique, et policier
- Budget : 35 000 000 $
- Durée : 127 minutes, 147 minutes (version longue)
- Dates de sortie : 
  - États-Unis, Canada : 28 février 1997
  - France : 19 mars 1997

## Distribution
- Johnny Depp (VF : Damien Boisseau ; VQ : Gilbert Lachance) : Joseph D. Pistone / Donnie Brasco dit « Donnie le bijoutier »
- Al Pacino (VF : Sylvain Joubert ; VQ : Luis de Cespedes) : Benjamin « Lefty » Ruggiero (en)
- Michael Madsen (VF : Bernard-Pierre Donnadieu ; VQ : Pierre Auger) : Dominick « Sonny Black » Napolitano
- Bruno Kirby (VF : Jacques Bouanich) : Nicky Santora (en)
- Anne Heche (VF : Rafaèle Moutier ; VQ : Linda Roy) : Maggie Pistone
- Paul Giamatti (VF : Guillaume Orsat) : un technicien du FBI
- James Russo (VF : Philippe Vincent) : John « Booby » Cersani, le nom a été changé en Paulie
- Zeljko Ivanek (VF : Lionel Henry) : Tim Curley
- Gerry Becker (VF : Michel Paulin) : Dean Blandford
- Tim Blake Nelson (VF : Jérôme Keen) : un technicien du FBI
- Val Avery : Santo Trafficante Junior
- Rocco Sisto (en) (VF : Dominique Collignon-Maurin ; VQ : Daniel Picard) : Richard « Richie » Gazzo
- Andrew Parks (en) (VF : Franck Capillery) : Hollman
- Brian Tarantina (en) (VF : Kris Bénard) : Anthony « Bruno » Indelicato (en)
- Robert Miano (VF : Jacques Brunet) : Alphonse « Sonny Red » Indelicato (en)
- Zach Grenier : Dr Berger
- Terry Serpico : le propriétaire du club de strip-tease
- Gretchen Mol : la petite amie de Sonny
- Tony Lip : Philly Lucky
- George Angelica : Big Trin

Sources et légendes : version française (VF) sur RS Doublage. Version québécoise (VQ) sur Doublage Québec

## Production

### Genèse et développement
Le livre Donnie Brasco: My Undercover Life in the Mafia est publié en 1988. Louis DiGiaimo, qui travaille alors comme directeur de casting pour Barry Levinson et qui a connu Joseph D. Pistone dans son enfance, sert de consultant et acquiert les droits du livre peu après sa sortie,. Louis DiGiaimo les achète pour produire le film avec la société Baltimore Pictures de Barry Levinson, avec l'aide de Mark Johnson et Gail Mutrux. Paul Attanasio écrit le script.
Stephen Frears est choisi comme réalisateur. Cependant, la sortie d'un autre film sur la mafia, Les Affranchis (1990) de Martin Scorsese, repousse les délais de Donnie Brasco. Le projet reste alors en attente durant des années. 
Stephen Frears quitte finalement le poste de metteur en scène, remplacé par Mike Newell quand le projet refait surface en 1996.

### Attribution des rôles
Quand Mike Newell arrive sur le projet, les acteurs Al Pacino et Johnny Depp sont officialisés dans les rôles principaux. Ils peuvent compter sur l'aide de Joseph D. Pistone qui officie comme consultant.
Avant cela, plusieurs acteurs comme Andy García, Tom Cruise et John Travolta avaient été envisagés pour le rôle de Pistone. Ray Liotta et Gabriel Byrne avaient quant à eux été proposés pour le rôle de Sonny Black, alors que le réalisateur voulait Joe Pesci pour interpréter Nicky.

### Tournage
Le tournage a lieu à New York (East Village, Brooklyn Bridge, Little Italy, Staten Island, ...), en Floride (West Palm Beach, Captiva Island, Riviera Beach, aéroport international de Fort Lauderdale-Hollywood) ainsi qu'à Clifton dans le New Jersey.

## Accueil

### Accueil critique
Donnie Brasco rencontre un accueil critique globalement favorable. Sur le site agrégateur de critiques Rotten Tomatoes, le film obtient un score de 88 % d'avis positifs, sur la base de 57 critiques collectées et une note moyenne de 7,70/10 ; le consensus du site indique : « Un portrait austère et nuancé de la vie dans le crime organisé, soutenu par de solides performances d'Al Pacino et de Johnny Depp ». Sur Metacritic, le film obtient une note moyenne pondérée de 76 sur 100, sur la base de 21 critiques collectées ; le consensus du site indique : « Avis généralement favorables ».
En France, l'accueil est également positif, le site Allociné donnant au film une note de 3,4/5, sur la base de 5 critiques professionnelles collectées.

### Box-office
Donnie Brasco a rencontré un succès commercial, totalisant 124 909 762 $ de recettes au niveau mondial, dont 41 909 762 $ aux États-Unis. En France, le film attire en salles 720 753 spectateurs.

## Distinction
- Oscars 1998 : nomination à l'Oscar du meilleur scénario adapté pour Paul Attanasio.

## Autour du film
- Contrairement à ce qu'annonce le message à la fin du film, il n'y a plus de contrat de 500 000 dollars sur la tête de Pistone. Ce contrat a été annulé à la suite de négociations entre le FBI et la mafia.
- Nicky Santora n'a pas été tué par les membres de la mafia comme on le voit dans le film, mais est mort le 27 octobre 2018 à l’âge de 76 ans.
- Benjamin « Lefty » Ruggiero, né le 19 avril 1926, est mort d'un cancer des poumons en prison le 24 novembre 1994, à l'âge de 68 ans. Également connu sous les surnoms de « Guns Lefty » et « Lefty Two Guns », il était un soldat de la famille Bonanno. Il est bien connu pour son amitié et son mentorat de l'agent du FBI Joseph « Donnie Brasco » Pistone. Ruggiero aurait tué environ 26 personnes et refusé de rompre l’omerta lors de son arrestation.

### Version longue
Une version longue du film, dite « Extended cut », est sortie en DVD. Elle rallonge le film de 20 minutes. Cependant, les scènes rajoutées n'existent qu'en version originale, sous-titrées en français.